# 細見村
細見村（ほそみむら）は、京都府天田郡にあった村。現在の福知山市三和町の南西部にあたる。

## 地理
- 山岳：鹿倉山
- 河川：土師川

## 歴史
- 1889年（明治22年）4月1日 - 町村制の施行により、細見辻村・細見中出村・細見奥村・草山村・寺尾村・千束村・芦淵村の区域をもって発足。
- 1918年（大正7年） - 川合村の一部（大字下川合の一部）を編入。大字梅原を設置。
- 1930年（昭和5年） - 大字奥を廃止し、大字西松・田ノ谷を設置。
- 1955年（昭和30年）3月1日 - 菟原村・川合村と合併して三和村が発足。同日細見村廃止。

## 交通

### 道路
- 国道9号